# Alain Sikorski
Alain Sikorski   (Lieja, 3 de febrer de 1959 - Lieja, 20 de gener de 2025) fou un dibuixant de còmics belga.

## Biografia
Alain Sikorski va néixer el dia 3 de febrer del 1959, en una família belga-polonesa. Va passar els primers setze anys de la seva vida a Teheran. Després dels seus estudis tècnics, va completar el seu servei militar a Alemanya abans de començar una carrera a la publicitat. Va obrir el seu propi estudi SP Graphic, però el va haver de tancar el 1987.
Va canviar de direcció i es va dirigir als còmics per als quals ja havia produït treballs per encàrrec per a Cockerill-Sambre. El 1990, abordat pel guionista Denis Lapière, es va fer càrrec de la sèrie Tif et Tondu. La seva signatura va aparèixer per primera vegada a Spirou el 1990. Junts, van produir sis àlbums d'aquesta sèrie clàssica entre 1993 i 1997, publicats per Dupuis. Posteriorment, i en el gènere whodunit, Sikorski i Lapière van iniciar la sèrie La Clé du mystère, les últimes pàgines de la qual es van segellar els àlbums perquè el lector pogués descobrir ell mateix el culpable, la sèrie compta amb cinc àlbums publicats per les mateixes editorials. El 2007, va succeir a Stédo com a dibuixant de la sèrie d'humor Garage Isidore a la revista Spirou fins al 2012. Des de llavors, es va allunyar dels còmics. Va viure a Ouffet.
Alain Sikorski va morir el 20 de gener de 2025 a Lieja, als 65 anys.

### Exposicions col·lectives
- Exposició Homenatge a Jijé amb Jerry Spring - The Girl in the Canyon a la Maison de la Bande Dessinée10 novembre 2010